# Ferdinando Camon
Ferdinando Camon, né le 14 novembre 1935 à Urbana, près de Montagnana en Vénétie, entre Padoue et Mantoue, est un écrivain et journaliste italien, associé à la « Génération des années trente ».

## Biographie
Ferdinando Camon vient d'une famille paysanne. Il a écrit un recueil de poèmes préfacé par Pier Paolo Pasolini ainsi que plusieurs essais et recueils d'entretiens, dont ses conversations avec Primo Levi. En tant que journaliste, il collabore avec différents périodiques italiens : La Stampa, L'Unità, Avvenire, Il Mattino di Padova, L'Arena, Messaggero Veneto ou Il Giornale di Vicenza ; mais aussi étrangers : Le Monde, La Nación.
Parmi ses romans les plus connus, on citera la trilogie de mémoires imaginaires que forment Il Quinto Stato, La Vita Eterna et Un altare per la madre, qui a obtenu le prix Strega.
Marié à une journaliste, il a deux fils, Alessandro, producteur de cinéma à Los Angeles, et Alberto, professeur de droit pénal à l'université de Bologne.

## Prix littéraires
- Prix Luigi Russo (Il Quinto Stato)
- Prix Città di Prato (La Vita eterna)
- Prix Viareggio de poésie (Liberare l'animale)
- Prix Strega 1978 (Un altare per la madre)
- Prix Giornalista del mese (pour Occidente)
- Prix de la sélection Campiello 1986 (La Donna dei fili)
- Prix de la sélection Campiello 1989 (Il Canto delle balene)
- Prix Elsa Morante (Il Super-Baby)
- Prix Stazzema Alla Resistenza (Mai visti sole e luna)
- Prix du Pen Club (Mai visti sole e luna)
- Prix Città di Bologna (Dal silenzio delle campagne)
- Prix Giovanni Verga (La Cavallina, la ragazza e il diavolo)
- Prix de la fondation Il Campiello 2016 pour son œuvre

## Œuvres
- Figure humaine, Gallimard, 1976, (Il quinto stato, Garzanti, 1970)
- La Vie éternelle, Gallimard, 1977
- Occident, Gallimard, 1979
- Apothéose , Gallimard, 1981 (Un altare per la madre)
- La Maladie humaine, Gallimard, 1984, traduction Yves Hersant (La malattia chiamata uomo, Garzanti, 1981)
- La Femme aux liens, Gallimard, 1987
- Le Chant des baleines, Gallimard, 1990
- Le Superbaby, Gallimard, 1992
- La Terre est à tous, Gallimard, 1998
- Jamais vu Soleil ni Lune, Gallimard/Folio, 1998
- Le Silence des campagnes, Modestes Constats en vers, Gallimard, 2003
- Conversations avec Primo Levi, Gallimard/Arcades, 2005